# Augustine Henry
Augustine Henry, född 2 juli 1857 i Dundee, Skottland, död 23 mars 1930, var en brittiskfödd irländsk botaniker och sinolog. Han är mest uppmärksammad för att ha skickat över 15 000 torkade typexemplar och frön, samt 500 växtprover till Kew Gardens i Storbritannien.
Auktorsnamnet A. Henry kan användas för Augustine Henry i samband med ett vetenskapligt namn inom botaniken; se Wikipediaartiklar som länkar till auktorsnamnet.